# Rânâ
Rânâ est une forme du titre royal râjput râja employé en particulier dans le Mewâr.
Le titre a été adopté en 1847 par la famille râjput Shumsher à partir de Jung Bahâdur Shumsher qui gouverne le Népal de 1846 à 1877. La famille Rânâ Shumsher exerce un pouvoir quasi absolu sur le pays de 1847 à 1951, date à laquelle le titre est aboli par le roi Tribhuvan Shah qui établit une monarchie constitutionnelle.